# Paragorgia johnsoni
Paragorgia johnsoni är en korallart som beskrevs av Gray 1862. Paragorgia johnsoni ingår i släktet Paragorgia och familjen Paragorgiidae. Inga underarter finns listade i Catalogue of Life.